# Peep and the Big Wide World
Peep and the Big Wide World è una serie televisiva statunitense-canadese creata dall'animatore canadese Kaj Pindal e basato sull'omonimo cortometraggio del 1988 (sempre diretto da Pindal).

## Trama
La serie segue i tre protagonisti Peep, Chirp e Quack che esplorano il mondo attorno a loro.

## Episodi
| Stagione         | Episodi | Prima TV USA | Prima TV Italia |
| ---------------- | ------- | ------------ | --------------- |
| Prima stagione   | 26      | 2004         | 2005            |
| Seconda stagione | 13      | 2005-2006    | inedito         |
| Terza stagione   | 10      | 2007         | inedito         |
| Quarta stagione  | 6       | 2010         | inedito         |
| Quinta stagione  | 5       | 2011         | inedito         |